# Geert Stel
Geert Stel (Assen, 30 december 1847 – aldaar, 8 januari 1910) was een Nederlandse architect.

## Leven en werk
Stel werd geboren in Assen als zoon van timmerman Geert Stel en zijn vrouw Geertje Rutgers. Hij ontwikkelde zich van timmerman tot architect. In die hoedanigheid ontwierp hij veel gebouwen in Assen en wijde omgeving Daarnaast was hij ook werkzaam als leraar bouwtechnisch tekenen en makelaar. Hij was ook actief in het verenigingsleven, als lid van de Burgerkiesvereniging en diaken. Hij overleed na een lang ziekbed op 8 januari 1910 in Assen op 62-jarige leeftijd.

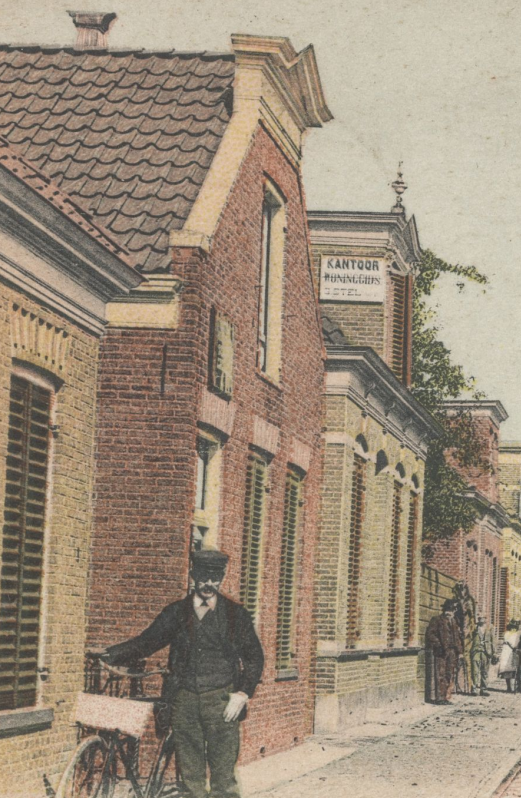
Kantoor woninggids Geert Stel aan de Molenstraat
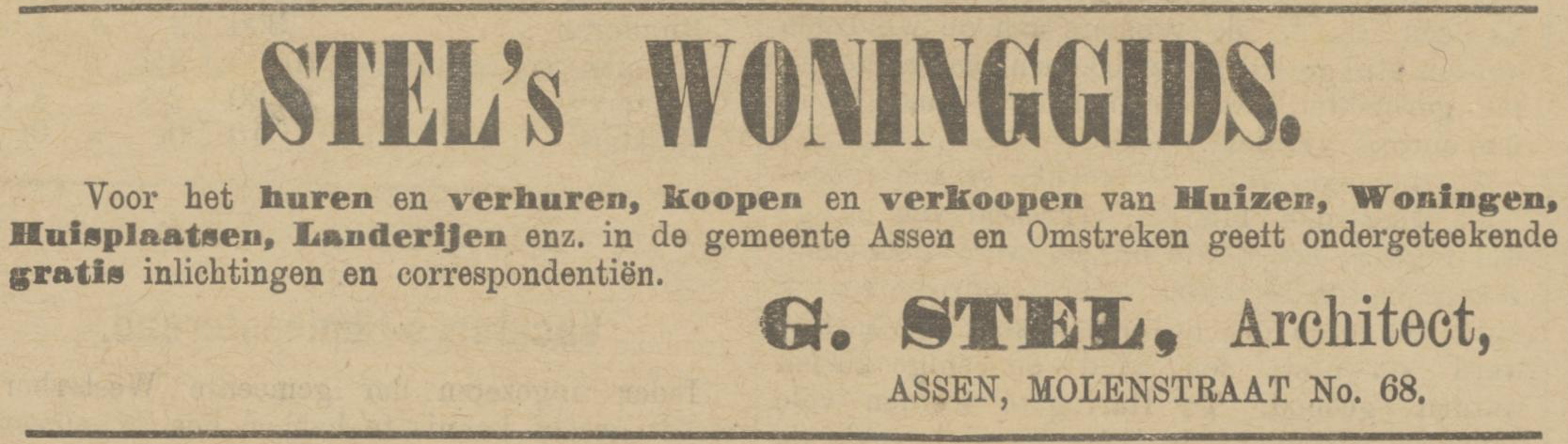
Advertentie waarin Geert Stel zich aanbiedt als 'woninggids' oftewel makelaar (1893)

## Enkele werken
| Jaartal | Locatie                                      | Omschrijving                                     | Status                   | Afbeelding |
| ------- | -------------------------------------------- | ------------------------------------------------ | ------------------------ | ---------- |
| 1875    | Assen, Stationsstraat 31-33                  | Dubbel woonhuis gebouwd voor Joh. Mulder         | Gemeentelijk monument    |            |
| 1876    | Assen, Dr. Nassaulaan 7                      | Villa Helena                                     | Rijksmonument            |            |
| 1877    | Nieuw-Amsterdam, Verlengde Hoogeveense vaart | Villa Echtenstein                                | Gesloopt in 1937         |            |
| 1882    | Assen, Javastraat 3                          | Woonhuis voor S.A. Kan jr.                       | Ingrijpend verbouwd      |            |
| 1882    | Assen, Nieuwe Huizen 10                      | Winkelpand voor U. van der Baan                  |                          |            |
| 1883    | Dalerveen, Hakenbosch                        | Lagere school                                    | Gesloopt                 |            |
| 1884    | Rolde, Hoofdstraat 17                        | Pastorie                                         |                          |            |
| 1884    | Assen, Kerkstraat 15-21                      | Sigarenfabriek en winkel voor J.W. Küller        |                          |            |
| 1884    | Assen, Kerkstraat 27                         | Waaggebouw                                       |                          |            |
| 1886    | Assen, Groningerstraat 63                    | Herenhuis, gebouwd voor baron W.A. van der Feltz | Gemeentelijk monument    |            |
| 1890    | Gasselternijveen, Vaart 11                   | Voormalig gemeentehuis                           | Rijksmonument            |            |
| 1895    | Eelde, Vosbergerlaan 35                      | Villa Vosbergen (verbouwing)                     | Rijksmonument            |            |
| 1896    | Assen, Vaart Z.Z. 21-21D                     | Veerhuis (verbouwing)                            | Gemeentelijk monument    |            |
| 1896    | Assen, Stationsstraat 25                     | Woonhuis gebouwd voor A. Engers                  | Gemeentelijk monument    |            |
| 1897    | Assen, Stationsstraat 23                     | Woonhuis gebouwd voor M.C. Lezer                 | Gemeentelijk monument    |            |
| 1899    | Assen, Torenlaan 18-18g                      | Drukkerij Provinciale Drentsche en Asser Courant | Gemeentelijk monument    |            |
| 1903    | Assen, Torenlaan 22-24                       | Hotel de Moriaan                                 |                          |            |
| 1906    | Assen, Nieuwe Huizen 3                       | Hotel De poort van Cleef                         | Onherkenbaar verbouwd    |            |
| 1906    | Assen, Zuidersingel 87-89                    | Dubbel woonhuis voor mej. H. Zuidema             | Gemeentelijk monument    |            |
| 1906    | Assen, Beilerstraat 82                       | Landhuis De Eerste Steen                         | Rijksmonument            |            |
| 1906    | Assen, hoek Javastraat/Oranjestraat          | Herenhuis gebouwd in eigen beheer                | Gesloopt in de jaren '70 |            |